# Saint-Germain-de-Tallevende-la-Lande-Vaumont

Saint-Germain-de-Tallevende-la-Lande-Vaumont este o comună în departamentul Calvados, Franța. În 1 ianuarie 2018 avea o populație de 1.945 de locuitori.